# مديرية المغلاف

تعديل مصدري - تعديل

مديرية المغلاف إحدى مديريات محافظة الحديدة في غرب اليمن. بلغ عدد سكانها 39436 نسمة عام 2004.